# علم البيئة الإعلامي
نظرية علم البيئة الإعلامي هي دراسة وسائل الإعلام والتكنولوجيا والاتصالات وكيفية تأثيرها في البيئات البشرية. اقترح مارشال ماكلوهان المفاهيم النظرية في عام 1964، لكنه طرح المصطلح علم البيئة الإعلامي رسميًا لأول مرة في عام 1962.
يشير علم البيئة في هذا السياق إلى البيئة التي تستخدَم فيها الوسيلة -ما هي وكيف تؤثر في المجتمع. يقول نيل بوستمان «إذا كانت «الوسيلة» في علم الأحياء شيئًا تنمو فيه مزرعة البكتيريا (كما هو الحال في طبق بتري)، ففي علم البيئة الإعلامي، إن الوسيلة هي «تقنية تنمو فيها ثقافة [بشرية]»». بعبارة أخرى «يبحث علم بيئة الإعلامي في كيفية تأثير وسائط الاتصال في الإدراك والفهم والشعور والقيمة لدى البشر؛ وكيف يهيّئ تفاعلنا مع وسائل الإعلام فرصنا في البقاء أو يعيقها. تعني كلمة علم البيئة دراسة البيئات: بنيتها ومحتواها وتأثيرها في الناس. البيئة هي، في نهاية المطاف، نظام رسائل معقد يفرض على البشر طرقًا معينة للتفكير والشعور والتصرف».
يناقش علم البيئة الإعلامي أن وسائل الإعلام تعمل كامتداد للحواس البشرية في كل عصر، وأن تقنية الاتصالات هي السبب الرئيسي للتغيير الاجتماعي. يشتهر ماكلوهان بصياغة العبارة «الوسيلة هي الرسالة»، وهي عبارة غالبًا ما تجري مناقشتها ويُعتقد أنها تعني أن الوسيلة التي يتم اختيارها لنقل الرسالة مهمة بنفس القدر (إن لم تكن أكثر أهمية) من الرسالة نفسها. اقترح ماكلوهان أن وسائل الإعلام تؤثر في تقدّم المجتمع، وأنه يمكن تصنيف فترات زمنية مهمة ونموًا كبيرًا بظهور تقنية معينة خلال تلك الفترة.
بالإضافة إلى ذلك، قارن الباحثون وسائل الإعلام على نطاق واسع بنظام البنية التحتية الذي يربط طبيعة المجتمع وثقافته بعلم البيئة الإعلامي كونه دراسة «حركة المرور» بين الاثنين.

## لمحة تاريخية

### مارشال ماكلوهان

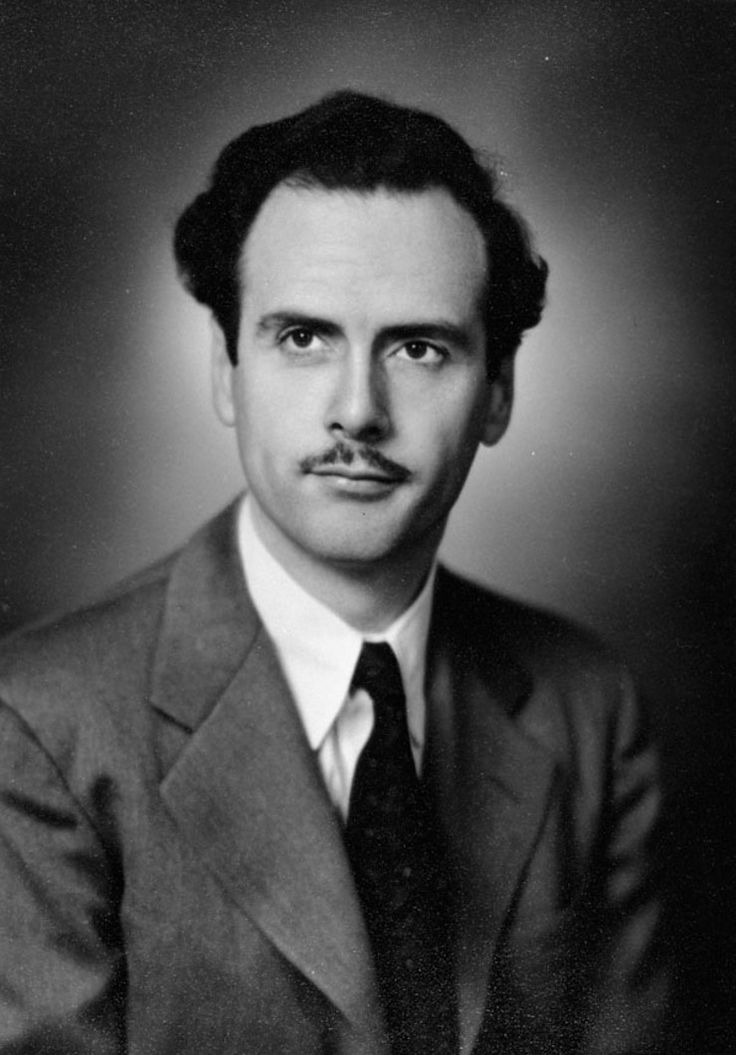
مارشال ماكلوهان

في عام 1934، التحق مارشال ماكلوهان كطالب في جامعة كامبريدج، وهي مدرسة رائدة في النقد الأدبي الحديث. خلال دراسته في كامبريدج، تعرّف على أحد أساتذته، إيفور آرمسترونغ ريتشاردز، وهو أستاذ اللغة الإنجليزية المتميز الذي ألهم ماكلوهان في أعماله البحثية اللاحقة. أُعجب ماكلوهان بنهج ريتشاردز لنظرته النقدية القائلة بأن دراسات اللغة الإنجليزية ليست سوى دراسة لعملية التواصل. اعتقد ريتشاردز أن «الكلمات لن تبقى على حالها وأن جميع التراكيب اللفظية تقريبًا شديدة الغموض». أثّر هذا الجزء من رأي ريتشاردز عن التواصل في الطريقة التي عبر بها ماكلوهان عن العديد من أفكاره باستخدام استعارات وعبارات مثل «قرية عالمية» و«الوسيلة هي الرسالة» وهما من أشهر عباراته التي تلخّص نظرية علم البيئة الإعلامي.
اعتمد ماكلوهان على مناهج ريتشاردز ووليام إمبسون وهارولد إينيس «كمدخل لدراسة وسائل الإعلام». ومع ذلك، استغرق الأمر سنوات عديدة من العمل حتى تمكن من الاضطلاع بنهجهم بنجاح. صرّح ماكلوهان أنه «إذا كانت الكلمات غامضة ودُرست بالشكل الأفضل ليس من حيث «محتواها» ولكن من حيث تأثيرها في سياق معين وكانت الآثار غالبًا خفيّة، فقد ينطبق الشيء نفسه على الأدوات البشرية الأخرى، العجلة والمطبعة والتلغراف والتلفاز». هذا أدى إلى ظهور أفكاره حول علم البيئة الإعلامي.
بالإضافة إلى عمله الأكاديمي، كان ماكلوهان أيضًا شخصية إعلامية معروفة في عصره. ظهر في البرامج التلفزيونية، ومقالات المجلات، وحظي بظهور صغير في فيلم "آني هول".
قليلة هي النظريات التي تتلقى ذلك النوع من الاعتراف الواسع الذي تلقته نظرية علم البيئة الإعلامي، ويرجع ذلك مباشرة إلى مكانة ماكلوهان كأيقونة في الثقافة الشعبية. كان مناقشًا ممتازًا ومتحدثًا عامًا، لكن كتاباته لم تكن دائمًا ما يتم تداوله عادة في الأوساط الأكاديمية.

### نيل بوستمان
مستلهمًا من ماكلوهان، أسّس نيل بوستمان البرنامج في علم البيئة الإعلامي في جامعة نيويورك في عام 1971، إذ طوّر النظرية التي أسّسها ماكلوهان. وفقًا لبوستمان، يؤكد علم البيئة الإعلامي على البيئات التي تعمل فيها الاتصالات والتقنيات وتقوم بنشر المعلومات ويؤكد أيضًا على التأثيرات التي تحدثها في المتلقّين. «هذه الأشكال من المعلومات مثل الأبجدية والكلمة المطبوعة والصور التلفزيونية ليست مجرد أدوات تجعل الأمور أسهل بالنسبة لنا. إنها بيئات -مثل اللغة نفسها، بيئات رمزية نكتشف فيها ونبتكر ونعبّر عن الإنسانية بطرق معينة».
ركّز بوستمان على تكنولوجيا الإعلام والعملية والهيكل بدلاً من المحتوى واعتبر إصدار الأحكام الأخلاقية المَهمّةَ الأساسية لعلم البيئة الإعلامي. «لا أرى أي جدوى من دراسة وسائل الإعلام ما لم يفعل المرء ذلك في سياق معنوي أو أخلاقي». يطرح منهج علم البيئة الإعلامي لبوستمان ثلاثة أسئلة: ما هي الآثار الأخلاقية لهذه الصفقة؟ هل العواقب أكثر إنسانية أم أكثر معاداة للإنسانية؟ هل نحن -كمجتمع- نربح أكثر مما نخسر، أم نخسر أكثر مما نربح؟

### والتر أونغ
كان والتر جي. أونغ باحثًا حاصلًا على درجة الماجستير في اللغة الإنجليزية وكان في السابق طالبًا لدى ماكلوهان في جامعة سانت لويس. وحّدت مساهمات أونغ مجال علم البيئة الإعلامي وأعطته المصداقية باعتباره مستحقًا المنحة الأكاديمية. استكشف أونغ التغيرات في الفكر والوعي الإنساني أثناء الانتقال من ثقافة شفهية مهيمنة إلى ثقافة قادرة على القراءة والكتابة في كتابه الشفهية والقدرة على القراءة والكتابة.
ساهمت دراسات أونغ بشكل كبير في تطوير مفهوم علم البيئة الإعلامي. كتب أونغ أكثر من 450 منشورًا، ركز الكثير منها على العلاقة بين السلوك الواعي وتطور وسائل الإعلام، وحصل على جائزة والتر بنجامين من جمعية علم البيئة الإعلامي عن المقال المتميز لبحثه «الرقمنة القديمة والحديثة: بدايات الكتابة وأجهزة الكمبيوتر اليوم».

### النسخ الأمريكية الشمالية والأوروبية والأوراسية
علم البيئة الإعلامي مصطلح متنازع عليه في دراسات الإعلام لأنه يحظى بمعانٍ مختلفة في السياقات الأوروبية والأمريكية الشمالية. يشير التعريف الأمريكي الشمالي إلى مجال متعدد التخصصات لنظرية الإعلام والتصميم الإعلامي يشمل دراسة البيئات الإعلامية. أما النسخة الأوروبية من علم البيئة الإعلامي فهي تحقيق مادي في أنظمة الإعلام كأنظمة ديناميكية معقدة. في روسيا، طوّر يوري روزديستفينسكي نظريةً مماثلة بشكل مستقل. أوضح روزديستفينسكي في أكثر من خمس دراسات التغييرات المنهجية التي تحدث في المجتمع في كل مرة تظهر فيها وسائل اتصال جديدة، وربط هذه التغييرات بالتحديات في السياسة والفلسفة والتعليم. وهو مؤسس مدرسة علم البيئة الثقافي النابضة بالحياة.
ترفض النسخة الأوروبية لعلم البيئة الإعلامي الفكرة الأمريكية الشمالية بأن علم البيئة يعني البيئة. يُستخدم علم البيئة في هذا السياق «لأنه واحد من أكثر [المصطلحات] تعبيرًا في الوقت الحالي التي يجب أن تشير إلى الترابط الهائل والديناميكي بين العمليات والأجسام وبين الكائنات والأشياء وبين النماذج والمادة». باتّباع منظرين مثل فيليكس غوتاري وغريغوري بيتسون ومانويل دي لاندا، تقدم النسخة الأوروبية من علم البيئة الإعلامي (كما مارسه مؤلفون مثل ماثيو فولر وجوسي باريكا) منظورًا سياسيًا ما بعد بنيوي عن وسائل الإعلام كأنظمة ديناميكية معقدة.

### إسهامات أخرى
إلى جانب ماكلوهان وبوستمان وهارولد إينيس، استند علم البيئة الإعلامي إلى أعمال العديد من المؤلفين بما فيها أعمال والتر أونغ ولويس ممفورد وجاك إلول وبيير فيليكس غوتاري وإريك أ. هافلوك وسوزان لانغر وإرفنغ غوفمان وإدوارد تي هال وجورج هربرت ميد ومارغريت ميد وكلود ليفي ستروس وبنيامين لي وورف وغريغوري بيتسون.

## وصلات خارجية
- Media Ecology Association
- Media Ecology reading list on the MEA website